# Kloster Les Vaux-en-Ornois
Das Kloster Les Vaux-en-Ornois (Valles en Ornesio) ist eine ehemalige Zisterzienserabtei in der Gemeinde Saint-Joire im Département Meuse, Region Grand Est, in Frankreich. Es liegt rund 17 Kilometer südöstlich von Ligny-en-Barrois im Tal des Ornain.

## Geschichte
Das Kloster wurde zwischen 1130 und 1133 von Kloster La Crête aus auf vom Grafen Ébal von Montfort und vom Grafen Thibaud II. von der Champagne gestiftetem Land gegründet und gehörte damit der Filiation der Primarabtei Morimond an. Es gründete selbst 1144 als Tochter das Kloster Écurey. Das Kloster erwarb von Anfang an eine bedeutende Domäne, die die Güter von Ormenson in St-Joire, Fontenoy, Plein-Lieu, Champ-Larippe und St-Antoine umfasste. Nach mehrfachen Zerstörungen, u. a. in den Religionskriegen 1568, 1575 und im Dreißigjährigen Krieg wurde die Kirche 1761 wiederaufgebaut. Während der Französischen Revolution wurde das Kloster 1791 aufgelöst.

## Bauten und Anlage
Von der Klosteranlage ist außer einigen versprengten Steinen nichts erhalten. Auf dem Klostergelände wurde 1813 eine  Schmiede errichtet.